# Oligia ferruginea
Oligia ferruginea là một loài bướm đêm trong họ Noctuidae.